# The Chi-Lites
The Chi-Lites son un cuarteto vocal estadounidense de R&B y soul formado en Chicago, Illinois en 1959. El grupo alcanzó su mayor fama a principios de la década de 1970, donde posicionaron once éxitos top diez en las listas de R&B entre 1969 y 1974. También tuvieron 21 canciones en el Billboard Hot 100, las más exitosas «Have You Seen Her» y «Oh, Girl».

## Historia

### Formación y primeros años
The Chi-Lites se formó en Chicago como un grupo de doo wop a fines de la década de 1950 mientras sus miembros estudiaban en la escuela preparatoria. Los integrantes originales fueron el cantante principal Eugene Record, Robert «Squirrel» Lester, Clarence Johnson, Burt Bowen y Eddie Reed, de The Chanteurs. Todos asistieron a la preparatoria Hyde Park excepto Record. El grupo actuó por primera vez en un espectáculo de talentos escolares y poco después lanzaron su primer sencillo «You've Got a Great Love» escrito por Johnson. Bowen dejó el grupo y fue reemplazado por Sollie McElroy de The Flamingos, quien pronto fue sustituido por Marshall Thompson de The Desideros. En 1960, Reed murió y Thompson contrató a Creadel «Red» Jones, también miembro de The Desideros. A principios de 1964, el grupo cambió su nombre a The Hi-Lites y lanzó una canción titulada «I'm So Jealous» con Record a la cabeza.
Observando que el nombre Hi-Lites ya estaba en uso y en honor a su ciudad natal, cambiaron su nombre a Marshall & The Chi-Lites en 1964. Clarence Johnson dejó el grupo más tarde ese año, y su nombre fue posteriormente acortado a Chi-Lites. Eugene Record se convirtió en el compositor y cantante principal del grupo. En 1968 se reunieron con el productor Carl Davis y firmaron un contrato con Brunswick Records. The Chi-Lites con Record, Thompson, Lester y Jones grabaron su primer éxito, «Give It Away», escrita por Davis y Record. El sencillo pasó nueve semanas en la lista R&B de Billboard y alcanzó el puesto número diez el 15 de marzo de 1969.

### Consolidación y éxito comercial
Tuvieron sus mayores éxitos en 1971 y 1972, «Have You Seen Her» y «Oh Girl», este último se convirtió en un sencillo número 1 en el Billboard Hot 100 el 27 de mayo de 1972. Ambos vendieron más de un millón de copias y la RIAA los certificó como discos de oro. Durante este período lanzaron sus álbumes más exitosos (For The Love of God) Give More Power to the People y A Lonely Man. Siguieron otros éxitos de cartas transatlánticas, aunque su producción se fragmentó a medida que el personal del grupo iba y venía. El bajista Jones se marchó en 1973 y fue reemplazado en rápida sucesión por Stanley Anderson, Willie Kinsey y luego Doc Roberson. Poco después, Eugene Record se fue, y entraron David Scott y Danny Johnson. En este periodo firmaron con Mercury Records.
En 1980, Thompson, Jones y Lester volvieron a formar el grupo con Lester como cantante principal. En 1983 lanzaron el álbum Bottoms Up aclamado por la crítica y logró un notable éxito en las listas de clubes y R&B con la canción homónima y «Changing For You». La versión del álbum de «Changing For You» fue lanzada en el Reino Unido como un sencillo de doce pulgadas que se hizo popular en los clubes de Londres. «Changing For You» y «Bottoms Up» fueron ampliamente reproducidas y promocionadas por el DJ británico de Jazz Funk Soul, Robbie Vincent.

### Actividad reciente
En 1996, el grupo actuó en la película Original Gangstas. En 1999, BMI nombró a su canción, «Oh Girl» en el número 36 de su lista «Las 100 mejores canciones del siglo». En 2004, la pista de su éxito «Are You My Woman», fue rehecha por Beyoncé en la canción ganadora del Grammy, «Crazy In Love».
Ese mismo año, el grupo se reunió con el exlíder Eugene Record para el especial de PBS Soul Music. Record murió de cáncer en julio de 2005. Marshall Thompson y Squirrel Lester, junto con la incorporación más reciente de Frank Reed y la primera mujer miembro del grupo, su esposa Tara Thompson, continuaron The Chi-Lites, grabando esporádicamente y haciendo giras con otros grupos de soul como The Stylistics. Lester murió en enero de 2010, dejando a Thompson como el único miembro fundador restante del grupo. Lester fue reemplazado por Fred Simon. Luego, en febrero de 2014, Reed murió.
The Chi-Lites se encuentran entre los cientos de artistas cuyo material, según se informa, fue destruido en el incendio de Universal Studios de 2008. El 17 de junio de 2020, el Paseo de la Fama de Hollywood anunció que su Clase de 2021 recibiría estrellas en Hollywood Boulevard, y The Chi-Lites fue nombrada como una de las homenajeadas.

## Miembros

### Miembros actuales
- Marshall Thompson: 1959-presente (nacido el 24 de agosto de 1942 en Chicago)

Acompañantes actuales
- Tara Thompson: 1998-presente
- Fred Simon: 2010-presente
- Mack Miller: 2014-presente
- Warren Tipton: 2018-presente

### Miembros anteriores
- Robert «Squirrel» Lester: 1959-2010 (nacido el 16 de agosto de 1942 en McComb, Misisipi; fallecido el 21 de enero de 2010 en Chicago)
- Eugene Record: 1959-1973, 1980-1988 (nacido el 23 de diciembre de 1940 en Chicago; fallecido el 22 de julio de 2005 en Chicago)
- Creadel «Red» Jones: 1959-1973, 1980-1982 (nacido el 26 de septiembre de 1940 en St. Louis, Misuri; fallecido el 25 de agosto de 1994 en Glendale, California)
- Clarence Johnson: 1959–1964

Acompañantes anteriores
- Stanley Anderson: 1973
- Willie Kinsey: 1973
- David «Doc» Roberson: 1973
- David Scott: 1976–1980
- Danny Johnson: 1976–1977
- Vandy Hampton:1976–1980
- Frank Reed: 1988, 1990–1993, 1996–1998, 2001–2014
- Anthony Reynard Watson: 1988–1990, 1993–1996, 1998–2002
- Marzette Griffin: 2015–2018

## Discografía
| Año  | Álbum                                          | Posición más alta | Posición más alta | Discográfica |
| Año  | Álbum                                          | US                | US R&B            | Discográfica |
| 1969 | Give It Away                                   | 180               | 16                | Brunswick    |
| 1970 | I Like Your Lovin' (Do You Like Mine?)         | —                 | —                 | Brunswick    |
| 1971 | (For God's Sake) Give More Power to the People | 12                | 3                 | Brunswick    |
| 1972 | A Lonely Man                                   | 5                 | 1                 | Brunswick    |
| 1973 | A Letter to Myself                             | 50                | 4                 | Brunswick    |
| 1973 | Chi-Lites                                      | 89                | 3                 | Brunswick    |
| 1974 | Toby                                           | 181               | 12                | Brunswick    |
| 1975 | Half a Love                                    | —                 | 41                | Brunswick    |
| 1976 | Happy Being Lonely                             | —                 | —                 | Mercury      |
| 1977 | The Fantastic Chi-Lites                        | —                 | —                 | Mercury      |
| 1980 | Heavenly Body                                  | 179               | 42                | Chi-Sound    |
| 1981 | Love Your Way Through                          | —                 | —                 | Excello      |
| 1982 | Me and You                                     | 162               | 31                | Chi-Sound    |
| 1983 | Bottom's Up                                    | 98                | 15                | Larc         |
| 1984 | Steppin' Out                                   | —                 | —                 | Private I    |
| 1990 | Just Say You Love Me                           | —                 | 77                | Ichiban      |
| 1998 | Help Wanted                                    | —                 | —                 | Copper Sun   |
| 2006 | Low Key                                        | —                 | —                 | Mar-ance     |